# Kalskäret (vid Örö, Kimitoön)
Kalskäret är en ö i Finland. Den ligger i Norra Östersjön eller Skärgårdshavet vid Örö i kommunen Kimitoön i landskapet Egentliga Finland, i den sydvästra delen av landet. Ön ligger omkring 75 kilometer söder om Åbo och omkring 150 kilometer väster om Helsingfors i närheten av ön Örö.
Öns area är 1,2 hektar och dess största längd är 180 meter i sydväst-nordöstlig riktning.